# Monts et Plomb du Cantal
Monts et Plomb du Cantal este o arie protejată (arie de protecție specială avifaunistică — SPA) din Franța întinsă pe o suprafață de 6.408 ha, integral pe uscat.

## Localizare
Centrul sitului Monts et Plomb du Cantal este situat la coordonatele 45°04′07″N 2°44′30″E / 45.06861°N 2.74167°E.

## Înființare
Situl Monts et Plomb du Cantal a fost declarat arie de protecție specială avifaunistică în baza directivei 79/409 din 1979 referitoare la conservarea păsărilor sălbatice pentru a proteja 52 de specii de animale.

## Biodiversitate
Situată în ecoregiunea continentală, aria protejată nu include niciun habitat protejat.
La baza desemnării sitului se află mai multe specii protejate de  păsări (52): fluierar de munte (Actitis hypoleucos), minunița (Aegolius funereus), pescăruș albastru (Alcedo atthis), rață sulițar (Anas acuta), rață mare (Anas platyrhynchos), fâsă-de-câmp (Anthus campestris), acvilă de munte (Aquila chrysaetos), stârc cenușiu (Ardea cinerea), stârc roșu (Ardea purpurea), ciuf de câmp (Asio flammeus), buha (Bubo bubo), fugaci mic (Calidris minuta), Charadrius morinellus, barză albă (Ciconia ciconia), barză neagră (Ciconia nigra), șerpar (Circaetus gallicus), erete de stuf (Circus aeruginosus), erete vânăt (Circus cyaneus), erete cenușiu (Circus pygargus), ciocănitoare neagră (Dryocopus martius), presură de grădină (Emberiza hortulana), Falco biarmicus, șoim de iarnă (Falco columbarius), șoim călător (Falco peregrinus), vânturel de seară (Falco vespertinus), becațină comună (Gallinago gallinago), cocor (Grus grus), vulturul pleșuv sur (Gyps fulvus), acvilă pitică (Hieraaetus pennatus), sfrâncioc roșiatic (Lanius collurio), Larus argentatus, pescăruș negricios (Larus fuscus), pescăruș-cu-cap-negru (Larus melanocephalus), Larus michahellis, pescăruș râzător (Larus ridibundus), ciocârlie de pădure (Lullula arborea), gușă albastră (Luscinia svecica), gaia neagră (Milvus migrans), gaia roșie (Milvus milvus), culic mare (Numenius arquata), stârc de noapte (Nycticorax nycticorax), vultur pescar (Pandion haliaetus), viespar (Pernis apivorus), Phalacrocorax carbo sinensis, bătăuș (Philomachus pugnax), ploier auriu (Pluvialis apricaria), sitar de pădure (Scolopax rusticola), lup de mare mic (Stercorarius parasiticus), fluierar cu picioare verzi (Tringa nebularia), fluierarul de zăvoi (Tringa ochropus), fluierarul cu picioare roșii (Tringa totanus), nagâț (Vanellus vanellus).
Pe lângă speciile protejate, pe teritoriul sitului au mai fost identificate 26 de specii de păsări.